# Зомергем
Зомергем (нидерл. Zomergem) — бельгийская коммуна, расположенная во Фламандском регионе (провинция Восточная Фландрия). Население — 8 158 чел. (1 января 2011). Площадь — 38,78 км2.
В 14 км к северо-востоку расположен Гент, к 25 км к северо-востоку — Брюгге, в 60 км к юго-западу — Антверпен, в 63 км к северо-западу — Брюссель. Коммуна включает районы Оствинкель и Ронселе. Ближайшие автодороги — A10/E 40.